# Crossroads 2: Live in the Seventies
Crossroads 2: Live in the Seventies es una caja recopilatoria del músico británico Eric Clapton, publicada por la compañía discográfica Polydor Records en abril de 1996. A diferencia del primer volumen, que recoge la carrera de Clapton durante más de tres décadas, Crossroads 2 incluye solo versiones en directo de distintos conciertos de Clapton entre 1974 y 1978, principalmente de temas clásicos de blues.

## Lista de canciones
Disco uno
1. "Walkin' Down the Road" (Paul Levine, Alan Musgrove) – 5:15
2. "Have You Ever Loved a Woman" (Billy Myles) – 7:41
3. "Willie and the Hand Jive/Get Ready" (Johhny Otis/Eric Clapton, Yvonne Elliman) – 11:42
4. "Can't Find My Way Home" (Steve Winwood) – 5:19
5. "Driftin' Blues/Ramblin' on My Mind" (Johnny Moore, Charles Brown, Eddie Williams/Robert Johnson) – 11:36
6. "Presence of the Lord" (Clapton) – 8:48
7. "Ramblin' On My Mind/Have You Ever Loved a Woman" (Johnson/Myles) – 8:16
8. "Little Wing" (Jimi Hendrix) – 6:43
9. "The Sky Is Crying"/"Have You Ever Loved a Woman"/"Rambling on My Mind" (Elmore James/Myles/Johnson) – 7:39

Disco dos
1. "Layla" (Clapton, Jim Gordon) – 5:38
2. "Further on Up the Road" (Joe Medwick, Don Robey) – 4:31
3. "I Shot the Sheriff" (Bob Marley) – 10:21
4. "Badge" (Clapton, George Harrison) – 10:42
5. "Driftin' Blues" (Moore, Brown, Williams) – 6:58
6. "Eyesight to the Blind/Why Does Love Got to Be So Sad?" (con Carlos Santana) (Sonny Boy Williamson/Clapton, Bobby Whitlock) – 24:19

Disco tres
1. "Tell the Truth" (Clapton, Whitlock) – 8:57
2. "Knockin' on Heaven's Door" (Bob Dylan) – 5:20
3. "Stormy Monday" (T-Bone Walker) – 13:02
4. "Lay Down Sally" (Clapton, Marcy Levy, George Terry) – 5:23
5. "The Core" (Clapton, Levy) – 9:13
6. "We're All the Way" (Don Williams) – 2:55
7. "Cocaine" (J.J. Cale) – 6:37
8. "Goin' Down Slow/Ramblin' On My Mind" (St. Louis Jimmy Oden/Johnson) – 13:45
9. "Mean Old Frisco" (Arthur Crudup) – 5:53

Disco cuatro
1. "Loving You Is Sweeter Than Ever" (Ivy Jo Hunter, Stevie Wonder) – 4:23
2. "Worried Life Blues" (Big Maceo Merriweather) – 5:58
3. "Tulsa Time" (Danny Flowers) – 4:31
4. "Early in the Morning" (Traditional) – 6:19
5. "Wonderful Tonight" (Clapton) – 6:24
6. "Kind Hearted Woman" (Johnson) – 5:17
7. "Double Trouble" (Otis Rush) – 11:06
8. "Crossroads" (Johnson) – 5:20
9. "To Make Somebody Happy" (Studio outtake) (Clapton) – 5:11
10. "Cryin'" (Studio outtake) (Clapton) – 2:54
11. "Water on the Ground" (Studio outtake) (Clapton) – 2:59